# لاوترهوفن
لاوترهوفن (به آلمانی: Lauterhofen) یک شهر در آلمان است که در Neumarkt واقع شده‌است. لاوترهوفن ۳٬۶۷۲ نفر جمعیت دارد.